# Scardona
Scardona je diskografska kuća i koncertna agencija iz Zagreba.
Specijalizirana je za dalmatinsku glazbu i vodeća koncertna agencija specijalizirana za organizaciju velikih koncertnih spektakla domaćih izvođača.
U njezinom opusu su najpopularnije i najnagrađivanije klape kao što su Intrade, Cambi (K. Kambelovac), Maslina, Sv. Juraj HRM, Šufit, Lučica i izvođači pop i zabavne glazbe Goran Karan, Tomislav Bralić, Jasmin Stavros, Dražen Zečić, Alen Nižetić.
U svome katalogu imaju albume koji su spoj tradicionalnog i modernog, kompilacije najboljih hitova, instrumentalnih albuma, kompilacije najuspješnijih glazbenih autora te snimke klapskih spektakla.

## Povijest

### Osnivač
Osnivač, vlasnik i direktor je Branko Paić koji je jedan od osnivača Hrvatske glazbene unije i Hrvatske diskografske udruge, prvi potpredsjednik HDU, član Hrvatskog glazbenog odbora, član NO Instituta hrvatske glazbe, osnivač Udruge managera i producenata, član Upravnog odbora ˝Porina˝  i dvije godine potpredsjednik UO ˝Porina˝, glazbeni producent koji je radio s najjačim hrvatskim izvođačima.
Više puta je upisan u Zlatnu knjigu poduzetnika za koju je uvjet da se poduzeće kojom osoba upravlja nalazi među prvih 10% najboljih poduzeća i obrta u Hrvatskoj, što je značajno u ovim kriznim godinama.

### Djelatnost
Na početku se bavila managementom vodećih hrvatskih izvođača, spomenimo samo neke koncerte: Colonia - njihov neponovljiv koncert u Domu sportova u Zagrebu 2000. koji ih je etablirao kao najveće pop zvijezde,  Goran Karan (četiri uzastopna rasprodana koncerta u KD ˝V. Lisinski,  turneja po Australiji, turneje po Hrvatskoj, Sloveniji, BiH, Turskoj), Dražen Zečić - koncert na Žnjanu ispred 20.000 ljudi, turneja itd...
Kako je Branko Paić, u suradnji s Lidijom Bajuk, grupom Legen, Dunjom Knebl pokretač ETNO glazbene scene, Scardona je svojim izdanjima posebno posvetila pažnju etno zvuku i izražaju ostalih krajeva Hrvatske. Naša etno glazba je odlično prihvaćena u svijetu zbog svoje kvalitete i raznolikosti. Sa željom da predstavimo našu etno glazbu i u svijetu bili smo s multimedijom predstavljeni na WOMEX-u (međunarodnom festivalu etno glazbe) u Engleskoj.
Godine 2003. otkupljuje cijeli katalog ZG ZOE MUSIC čime se širi i na pop glazbu s najboljim albumima 90-tih godina (Tony, ET, Nina…) počinje suradnju s Harijem Rončevićem, Buđenjem, Jelenom Radan i dobiva „Prvu zlatnu krunu“ koju dodjeljuje Zavod za poslovna istraživanja.
Scardona je prva prepoznala nužnost povezivanja diskografije i koncertne djelatnosti tako da pratimo naše izvođače, a naročito klape, radi čega smo stvorili izuzetno bogati katalog vrijednih izdanja pod posebnom etiketom „SOUND OF DALMATIA“. U njemu su zastupljene naše najpoznatije klape: Cambi, Intrade, Maslina, Sv. Juraj – HRM,  Šufit, Sol, Filip Dević, Lučica i mnoge druge. U ovoj ediciji su brojna izdanja koja instrumentalno obrađuju tradicionalne dalmatinske pjesme, napjeve i kola u izvođenju Tria Suveniri, Tria Agava, Matka Jelavića i Gojke Skorić Pelajić.
Godine 2006. s „Picaferajom“ kreće u velik projekt- Poljudski spektakl  Arhivirana inačica izvorne stranice od 24. ožujka 2016. (Wayback Machine) pod nazivom „NE DAMO TE PISMO NAŠA“  ispred 15.000 ljudi s ciljem očuvanje tradicije klapske pjesme i njenom širenju. Projekt se pokazao iznimno uspješnim, promovirajući Hrvatsko nematerijalno dobro, klapsku glazbu, tako da se tradicionalno organiziraju i danas krajem svakog ljeta. Uz godišnje koncerte na splitskom Poljudu, turneja je obišla i druge hrvatske gradove poput Zagreba, Varaždina, Rijeke, Zadra, Makarske, Metkovića, Dubrovnika. Njihova popularnost u Hrvatskoj stvorila je veliki interes za klapskim koncertima u Sloveniji.
Klape su postale naš najveći fenomen i već godinama s lakoćom pune stadione, arene, sportske dvorane i objavljuju pjesme koje su obilježile zadnje godine.
Scardona njeguje svoje odnose s izvođačima u koje vjeruje od početka, što dokazuju dugogodišnje suradnje, primjerice s Draženom Zečićem (od 1998.), klapom Cambi iz Kaštel Kambelovca (od 2000.), Jasminom Stavrosom (od 2001.), Tomislavom Bralićem (od 2003.), klapom Intrade (od 2005.), klapom Sv. Juraj HRM (od 2006.), Goranom Karanom (od 1999. do 2003.) i klapom Maslina (od 2007.).

## Vanjske poveznice
- SCARDONA – službene stranice